# クルドの旗
クルドの旗（クルドのはた）、またはクルディスタンの旗（クルディスタンのはた、クルド語: Alaya Kurdistanê、別名「多色旗」/クルド語: Alay Rengîn）には、細部の図柄の異なる旗が多数ある。クルドの旗の原型は、クルド人がオスマン帝国からの独立運動を行っていた頃に初めて登場したとされる。また1920年代、クルド民族主義運動のホーイブーン（Xoybûn / Khoyboon）によって作成されたともされる。
ホーイブーン運動から拡大した反乱により、現在のトルコ東部のアール県（Ağrı）でクルド人らによって成立した国家・アララト共和国（1927年 - 1931年）ではこれに似た旗が掲げられた。1946年にイラン北西部でソビエト連邦の後ろ盾により成立した傀儡国家・マハバード共和国では現在のクルドの旗と同様の旗が国旗として使われた。
現在はイラク領のクルディスタン地域（クルド人自治区）の地域政府旗となっているが、それ以外のトルコやシリアやイランといったクルド人の多数住む国では掲揚が禁止されている。

## デザイン
イラクのクルド民主党（KDP）は半世紀以上この旗を使用しており、旗の意匠の意味を次のように説明している。
クルドの旗は水平三色旗で、上から赤色、白色、緑色となっている。赤はクルディスタンを守るために流された人々の血と自由と尊厳を得る日まで続く闘いを、白は平和と平等を、緑はクルディスタンの風景と美しさを表している。旗のちょうど中央には、21本の光を放射する金色（黄色）の太陽が描かれており、黄色は人々の生命と明かりの源を表す。
旗の縦方向の幅を2.0、横方向の幅を3.0とすると、太陽の直径は光線の長さも含めて1.0であり、光線を含めないと0.5になる。光線は同じ形と大きさで、側線は直線状であり先端は鋭く尖った三角形をなしている。太陽本体に接する部分では、隣同士の光線の間には空いている空間はなく、太陽本体の外周は全て光線により取り囲まれている。太陽は、光線のうち一番上に位置する光線の向きがちょうど垂直になるように配置される。
太陽は古代からのクルド人の宗教的および文化的な象徴で、民族宗教のヤズィーディーにその起源があるとも考えられる。日光の21という数はヤズィーディーの信仰の中では重要な数であり 、クルド人も祝うノウルーズの祭り（3月21日）に関連付けられることもある。

## かつてのクルドの旗
オスマン帝国時代、クルディスタンにはクルド人アミールによる世襲制の首長国がいくつかあり、自治の幅は様々ながら、国境に近く勢力も強い部族の首長国は大幅な自治を得ていた。19世紀に入りオスマン帝国の中央政府による統治が強まるとこれらの部族は反発を強め、オスマン帝国が崩壊すると独立を宣言して国を成立させた。
1816年から1835年にかけて現在のイラク北部で完全独立を宣言したソラン首長国（スラン首長国）、1922年から1924年にかけて現在のイラクのスレイマニヤで独立を宣言したもののイギリス委任統治領メソポタミア（後のイラク）の一部とされイギリス軍により滅ぼされたクルディスタン王国は、現在のクルディスタンの旗とは異なるデザインの旗を使用していた。1927年から1931年にかけてトルコ東部に生まれ短命に終わったアララト共和国は三色の旗を使用したとされる。

? ソラン首長国、 1816 - 1835
? クルディスタン王国、 1922 - 1924
? アララト共和国（英語版）、1927-1930
? マハバード共和国、1946
? シリア領クルドの旗 2012-2013

## イラクのクルディスタン
イラクの国旗が2008年に新しく定められるまでの間、イラク戦争後のクルディスタン地域では、バアス党およびアラブ民族主義のシンボルが含まれていると見られた従来のイラク国旗は掲揚されず、バアス党が政権を握る以前のアブドルカリーム・カーシム時代のイラク国旗が掲揚されていた。カーシム政権の時期のイラク国旗には、クルド人を象徴する黄色い太陽やアッシリア人を象徴する赤い星も含まれているが、バアス党時代に入りこれらは取り除かれている。
2006年、クルディスタン地域政府の大統領マスウード・バルザーニはイラク国旗（2004年から2007年まで使用されていたもの）の掲揚を禁止し、その代わりに地域政府の建物にクルディスタンの旗を掲揚し、イラク国内のアラブ人、および隣国トルコの政府との間で緊張が高まった。
イラクの首相ヌーリー・マーリキーは首相府を通じ「現在のイラク国旗は、議会が憲法に基づいて国旗問題に関する決定をするまでの時期、イラク国土のあらゆる部分で掲げることのできる唯一の旗である。」という短い声明を発表した。バルザーニはこの直後、イラク国旗を地域政府庁舎に掲揚するのを禁じた命令に抵抗したアラブ人の指導者らに対し、彼らが排外主義者でありクルドの人々に自分たちの意思を強制しようとしているとクルド民族議会で攻撃を加えた。一方、トルコの外相（後の首相）であるアブドゥラー・ギュルはテレビのインタビューに対して、イラクがクルディスタンの旗の掲揚を自国内で認めるようなことがあればもうおしまいだと述べた。
2008年のイラク国旗案でも、クルド人を象徴する黄色や太陽を用いた案もいくつかあったが、これらは採用されず、バアス党を表す3つの星が取り除かれただけだった。しかし、2008年のイラク新国旗制定の後、クルディスタン地域でも新イラク国旗は掲揚されるようになった。

?フセイン政権崩壊後の2004年から2008年までの旗。汎アラブ色の使用、およびバアス党の政策を表す中央の3つの緑の星が忌避された
?アブドルカリーム・カーシム政権（1959年-1963年）の旗

## クルディスタン亡命議会の旗

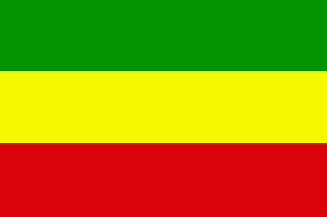
クルディスタン亡命議会の旗

1995年4月12日、オランダのデン・ハーグで初めての「クルディスタン亡命議会」の会合が持たれた。この会議では、各国の主なクルド人政党の色を組み合わせた三色旗が用いられた。緑色はイラクのクルド愛国同盟（PUK）、黄色はPUKとイラク北部で勢力を二分するクルド民主党（PDK）、赤色はトルコのクルディスタン労働者党（PKK）を象徴する。しかし亡命議会はPKKが主導し、PUKとPDKは協力を拒んだため、これ以後この旗が用いられることはなかった。トルコではこの旗も掲揚が禁じられている。

## 宗教上の旗

ヤズィーディーの旗

クルド人に多いヤズィーディー教徒の旗は水平三色旗で、上から順に緑色・赤色・黄色と、ヤズィーディーの伝統的な三つの色を用いている。緑は自然と幸福を、赤は殉教者の血を、黄色は日中に輝く太陽の光の色を表す。ヤズィーディーの祭日にはこの旗が掲げられる。